# Australomimetus
Genre
Australomimetus est un genre d'araignées aranéomorphes de la famille des Mimetidae.

## Distribution
Les espèces de ce genre se rencontrent en Océanie et en Asie de l'Est.

## Liste des espèces
Selon World Spider Catalog (version 18.0, 16/06/2017) :
- Australomimetus annulipes Heimer, 1986
- Australomimetus audax (Hickman, 1929)
- Australomimetus aurioculatus (Hickman, 1929)
- Australomimetus burnetti Heimer, 1986
- Australomimetus catulli (Heimer, 1989)
- Australomimetus childersiensis Heimer, 1986
- Australomimetus daviesianus Heimer, 1986
- Australomimetus diabolicus Harms & Harvey, 2009
- Australomimetus djuka Harms & Harvey, 2009
- Australomimetus dunlopi Harms & Harvey, 2009
- Australomimetus hannemanni (Heimer, 1989)
- Australomimetus hartleyensis Heimer, 1986
- Australomimetus hertelianus Heimer, 1986
- Australomimetus hirsutus Heimer, 1986
- Australomimetus japonicus (Uyemura, 1938)
- Australomimetus kioloensis Heimer, 1986
- Australomimetus maculosus (Rainbow, 1904)
- Australomimetus mendax Harms & Harvey, 2009
- Australomimetus mendicus (O. Pickard-Cambridge, 1880)
- Australomimetus miniatus Heimer, 1986
- Australomimetus nasoi Harms & Harvey, 2009
- Australomimetus pseudomaculosus Heimer, 1986
- Australomimetus raveni Heimer, 1986
- Australomimetus robustus Heimer, 1986
- Australomimetus sennio (Urquhart, 1891)
- Australomimetus spinosus Heimer, 1986
- Australomimetus stephanieae Harms & Harvey, 2009
- Australomimetus subspinosus Heimer, 1986
- Australomimetus sydneyensis Heimer, 1986
- Australomimetus tasmaniensis (Hickman, 1929)
- Australomimetus triangulosus Heimer, 1986

## Publication originale
- Heimer, 1986 : Notes on the spider family Mimetidae with description of a new genus from Australia (Arachnida, Araneae). Entomologische Abhandlungen Staatliches Museum für Tierkunde Dresden, vol. 49, p. 113-137.